# Monasterio de San Fructuoso de Pampaneto
El Monasterio de San Fructuoso de Pampaneto fue un antiguo eremitorio de la orden benedictina, ubicado entre las aldeas de Villanueva de San Prudencio y Zenzano. Aunque se le conoce por estar bajo la advocación de San Fructuoso, también estuvo bajo la de San Román y de Santa María. Su origen es anterior al año 891.
Tuvo su época de esplendor en el siglo X, donándole García Sánchez I de Pamplona la villa de Zenzano en el año 941 y obteniendo de Sancho III de Navarra fuero Villanueva de San Prudencio en el año 1032 a cambio de servicios al monasterio.
García Sánchez III de Pamplona lo dona al monasterio de San Martín de Albelda a cambio de Cuvellam en el año 1048, y éste lo cambió al monasterio de San Prudencio de Monte Laturce a cambio del monasterio de San Agustín de Nalda en el año 1067. Posteriormente inicia un declive que lo hace desaparecer.
- Datos: Q6021326